# Athīnaïkos Athlītikos Syllogos
L'Athīnaïkos Athlītikos Syllogos (greco: Αθηναϊκός Αθλητικός Σύλλογος) è una società polisportiva greca con sede nella città di Vironos, comune della Prefettura di Atene. Oggi milita nel  Serie B Atene, la quinta serie del campionato greco.

## Storia
Il club è stato fondato nel 1917 ed è membro fondatore della Federazione calcistica della Grecia.
All'inizio degli anni cinquanta dello scorso secolo, la squadra si è trasferita alla periferia di Atene, nel comune di Vironos, fondendosi con il club locale, il Nea Elvetia (Αθλητική Ένωση Νέας Ελβετίας). La nuova entità fu chiamata Athinaikos Neas Elvetias Athlitikos Syllogos (la cui abbreviazione, AthNE, è uno dei modi in cui è anche chiamata la squadra).
Nel 1990 l'Athinaikos ottenne la promozione nella Alpha Ethniki, la massima serie nazionale. La prima stagione nell'élite nazionale fu anche la più memorabile nella storia del club; oltre al 6º posto finale, i giallo-rossi raggiunsero anche la finale di Coppa di Grecia, affrontando il forte Panathinaikos. Vinsero questi ultimi, ma la concomitante vittoria in campionato degli stessi liberò un posto nella Coppa delle Coppe 1991-1992, che fu occupato proprio dall'Athinaikos.
Nella manifestazione europea, il sorteggio dei sedicesimi non fu benevolo: ai greci fu abbinato il Manchester United, detentore della coppa. Tuttavia il club ellenico non dimostrò alcun timore reverenziale: la gara d'andata in Grecia si concluse 0-0; al ritorno in Inghilterra i Red Devils riuscirono ad avere la meglio per 2-0 solo ai tempi supplementari.
Nel 1998, dopo un ultimo posto in campionato, la squadra retrocesse in Beta Ethniki, la seconda serie.
L'Athinaikos comprende anche sezioni di pallacanestro, pallamano e tennistavolo.

## Statistiche

### Partecipazioni alle coppe europee
| Stagione  | Competizione      | Turno      | Nazione                | Avversario        | Andata | Ritorno   | Totale |
| --------- | ----------------- | ---------- | ---------------------- | ----------------- | ------ | --------- | ------ |
| 1991-1992 | Coppa delle Coppe | Sedicesimi | Inghilterra (bandiera) | Manchester United | 0-0    | 0-2 (dts) | 0-2    |

In grassetto le gare casalinghe

## Palmarès

### Competizioni nazionali
- Beta Ethniki: 2

1989-1990, 1999-2000

### Altri piazzamenti
- Coppa di Grecia:

Finalista: 1990-1991
Semifinalista: 1995-1996, 1998-1999
- Gamma Ethniki:

Secondo posto: 1981-1982 (gruppo 2), 1983-1984 (gruppo 1)
Terzo posto: 1979-1980 (gruppo 1), 1982-1983